# ماریانو گارسیا رامون
ماریانو گارسیا رامون (اسپانیایی: Mariano García Remón‎؛ زادهٔ ۳۰ سپتامبر ۱۹۵۰) یک بازیکن و مربی فوتبال اهل اسپانیا بوده است.
از باشگاه‌هایی که در آن بازی کرده‌است می‌توان به باشگاه فوتبال رئال مادرید اشاره کرد. وی همچنین ۲ بازی برای تیم ملی فوتبال اسپانیا در کارنامه دارد.

## افتخارات

### بازیکن
- لا لیگا: ۱۹۷۱–۷۲، ۱۹۷۴–۷۵، ۱۹۷۵–۷۶، ۱۹۷۷–۷۸، ۱۹۷۸–۷۹، ۱۹۷۹–۸۰
- کوپا دل ری: ۱۹۷۳–۷۴، ۱۹۷۴–۷۵، ۱۹۷۹–۸۰، ۱۹۸۱–۸۲